# Midlands Road
De Midlands Road is de oude weg van Perth, via Dongara, naar Geraldton, in West-Australië.

## Geschiedenis
In 1975 werd de Geraldton Highway verlegd en hernoemd tot Brand Highway. De oude weg werd hernoemd tot Midlands Road. Midlands Road blijft een belangrijk deel uitmaken van het (genummerde) wegennetwerk in West-Australië.

## Routebeschrijving
Midlands Road, ook wel The Midlands Road genoemd, is een 263 kilometer lange weg in de regio's Midwest en Wheatbelt in West-Australië. Van de Great Northern Highway nabij Walebing loopt de weg in westelijke richting naar Moora en dan verder naar Watheroo. Vervolgens draait de weg naar het noorden tot Gunyidi en loopt verder naar het noordwesten, via Coorow, Carnamah en Three Springs, tot aan Mingenew. Voorbij Mingenew draait de Midlands Road naar het westen, tot Dongara, waar de weg eindigt op de Brand Highway.
De sectie ten noorden van Moora maakt deel uit van State Route 116. Route 116 loopt verder richting Bindoon, over de Bindoon Moora Road. De sectie tussen Walebing en het nationaal park Watheroo maakt deel uit van de Midlands Tourist Way (Tourist Drive 360).